# Nostalrius
Nostalrius，为欧洲最大的《魔兽世界》私人服务器，于2015年创立。
该服务器完全免费，运行《魔兽世界》60级版本，玩家数量将近15万。
2016年4月，暴雪娱乐以私服运营破坏公司使用条款为由，声明将起诉Nostalrius服务器的运营者，因此运营者宣布关闭服务器。2016年4月10日晚上11点（服务器时间），Nostalrius服务器停服。
然而暴雪娱乐之后并未正式起诉，反而表达了与Nostalrius运营团队合作开放官方怀旧服务器的意向，Nostalrius运营团队随后也曾前往美国暴雪娱乐总部商谈相关事宜，但最终并无结果。
2016年11月，Nostalrius运营团队宣布将与欧洲另一大私人怀旧服务器Elysium合并重新开放，原服务器玩家的账号和角色数据将保留。
2016年12月5日，Nostalrius运营团队宣布将于12月17日正式重新开服。将暂时只开放原有的旧服务器，之后会逐渐开放新服务器。
由于Nostalrius运营团队宣布，暴雪开放官方怀旧服后将关闭Nostalrius服务器，因此在2019年5月14日暴雪公布将于同年8月27日开放经典服务器后，Nostalrius将终止运营。2019年8月25日，Nostalrius正式停运。